# Corrençon-en-Vercors
Corrençon-en-Vercors ist eine französische Gemeinde mit 368 Einwohnern (Stand: 1. Januar 2022) im Département Isère in der Region Auvergne-Rhône-Alpes. Die Gemeinde gehört zum Arrondissement Grenoble und zum Kanton Fontaine-Vercors. Die Einwohner werden Corrençonnais genannt.

## Geographie
Corrençon-en-Vercors liegt etwa 24 Kilometer südwestlich von Grenoble auf einer Hochebene im Vercors-Gebirge. Das Gemeindegebiet liegt im Regionalen Naturpark Vercors. Umgeben wird Corrençon-en-Vercors von den Nachbargemeinden Villard-de-Lans im Norden und Osten, Château-Bernard im Südosten, Saint-Andéol im Süden sowie Saint-Martin-en-Vercors im Westen und Südwesten.

## Geschichte
Aus dem Vercors sind Reste des Neanderthalers bekannt geworden.

### Bevölkerungsentwicklung
| Jahr                       | 1962 | 1968 | 1975 | 1982 | 1990 | 1999 | 2006 | 2013 |
| -------------------------- | ---- | ---- | ---- | ---- | ---- | ---- | ---- | ---- |
| Einwohner                  | 140  | 159  | 193  | 259  | 264  | 322  | 367  | 357  |
| Quellen: Cassini und INSEE |      |      |      |      |      |      |      |      |

## Sehenswürdigkeiten
- Kirche Sainte-Croix aus dem 19. Jahrhundert
- Fundamentreste der mittelalterlichen Burg
- sogenannte Sarazenenmauer an der Crête du Vercors; Mauerrest unbekannter Zeitstellung und Funktion
- Skigebiet Villard-Corrençon
- Golfplatz

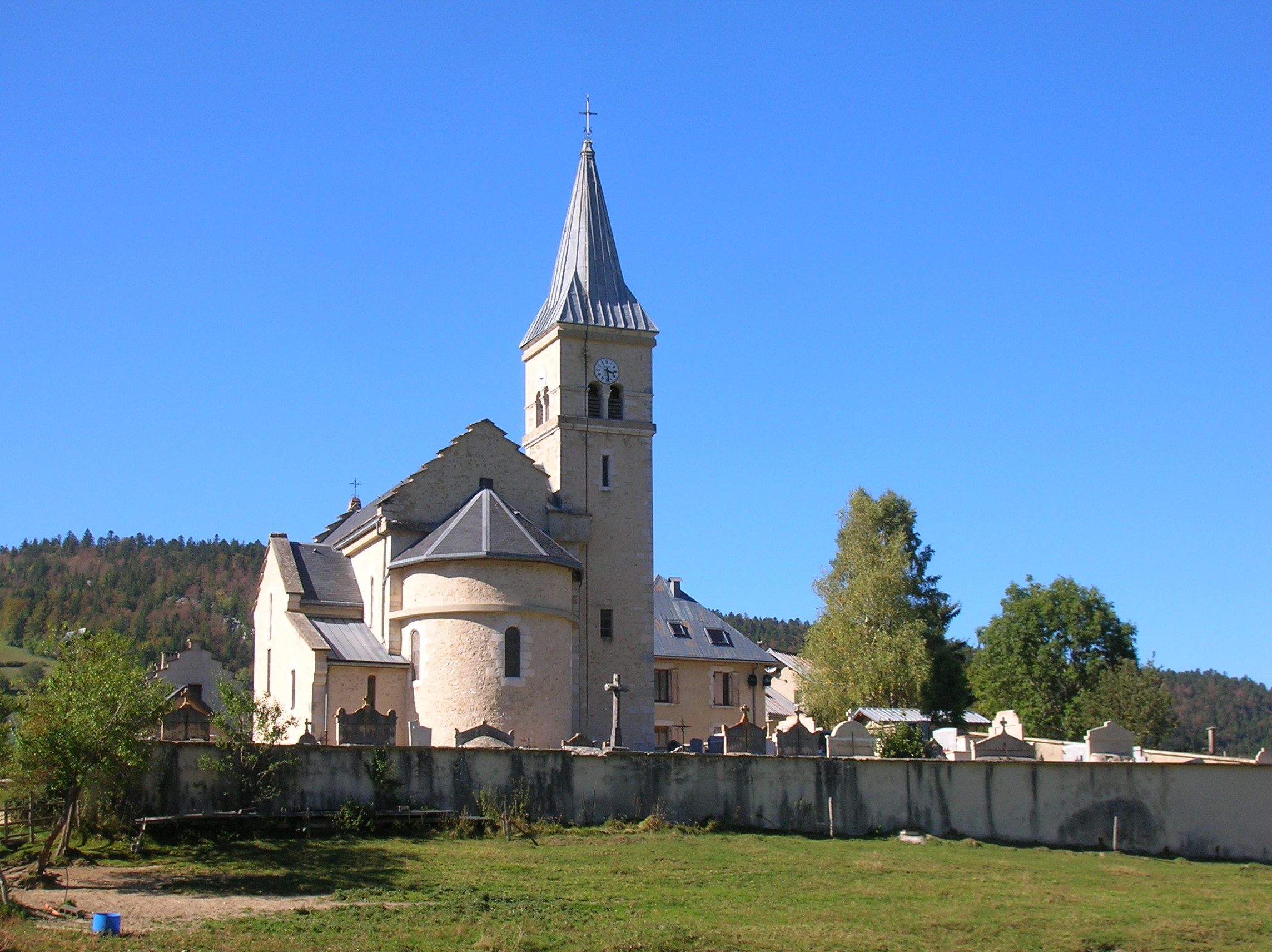
Kirche Sainte-Croix
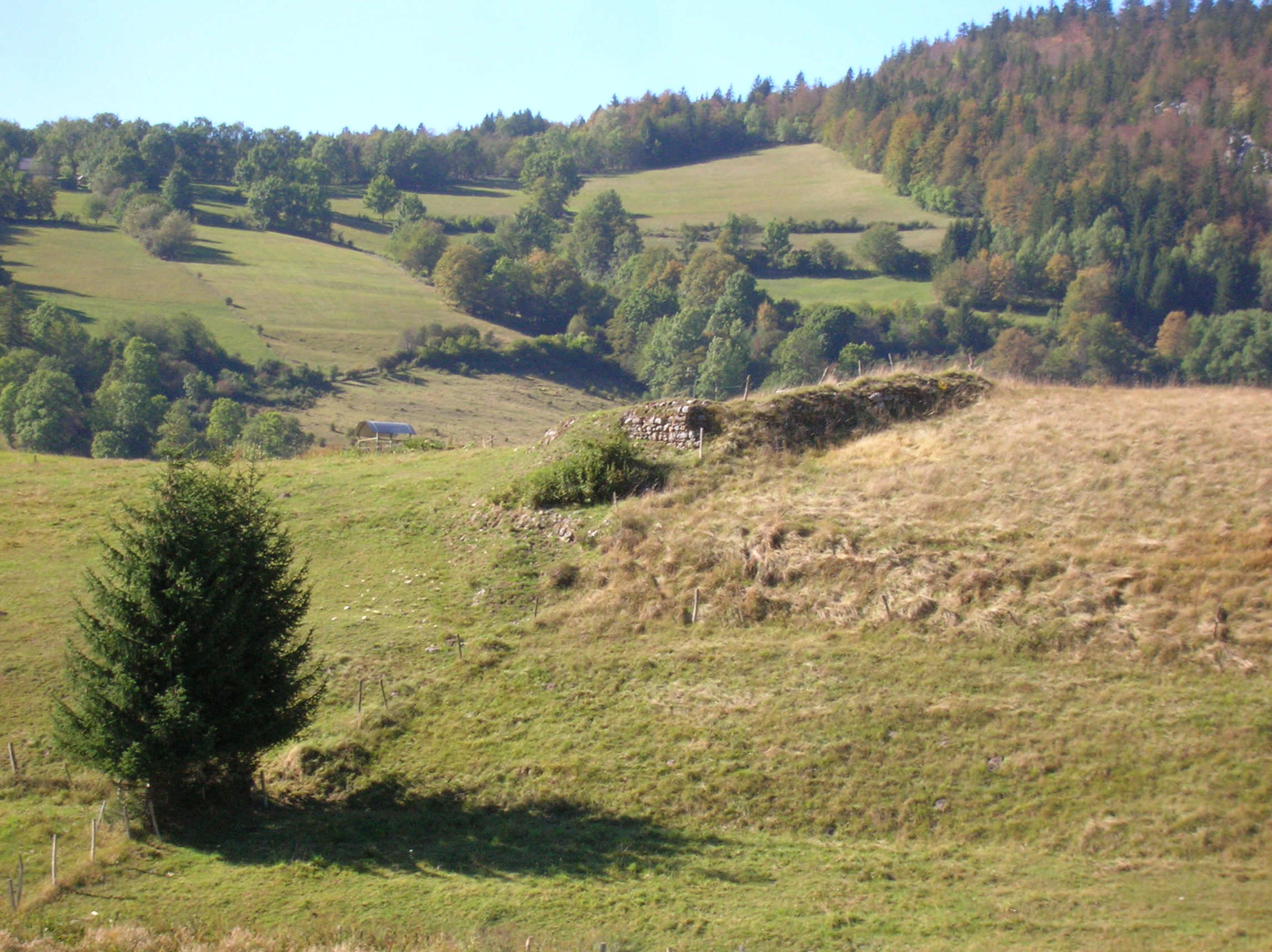
Burgruine
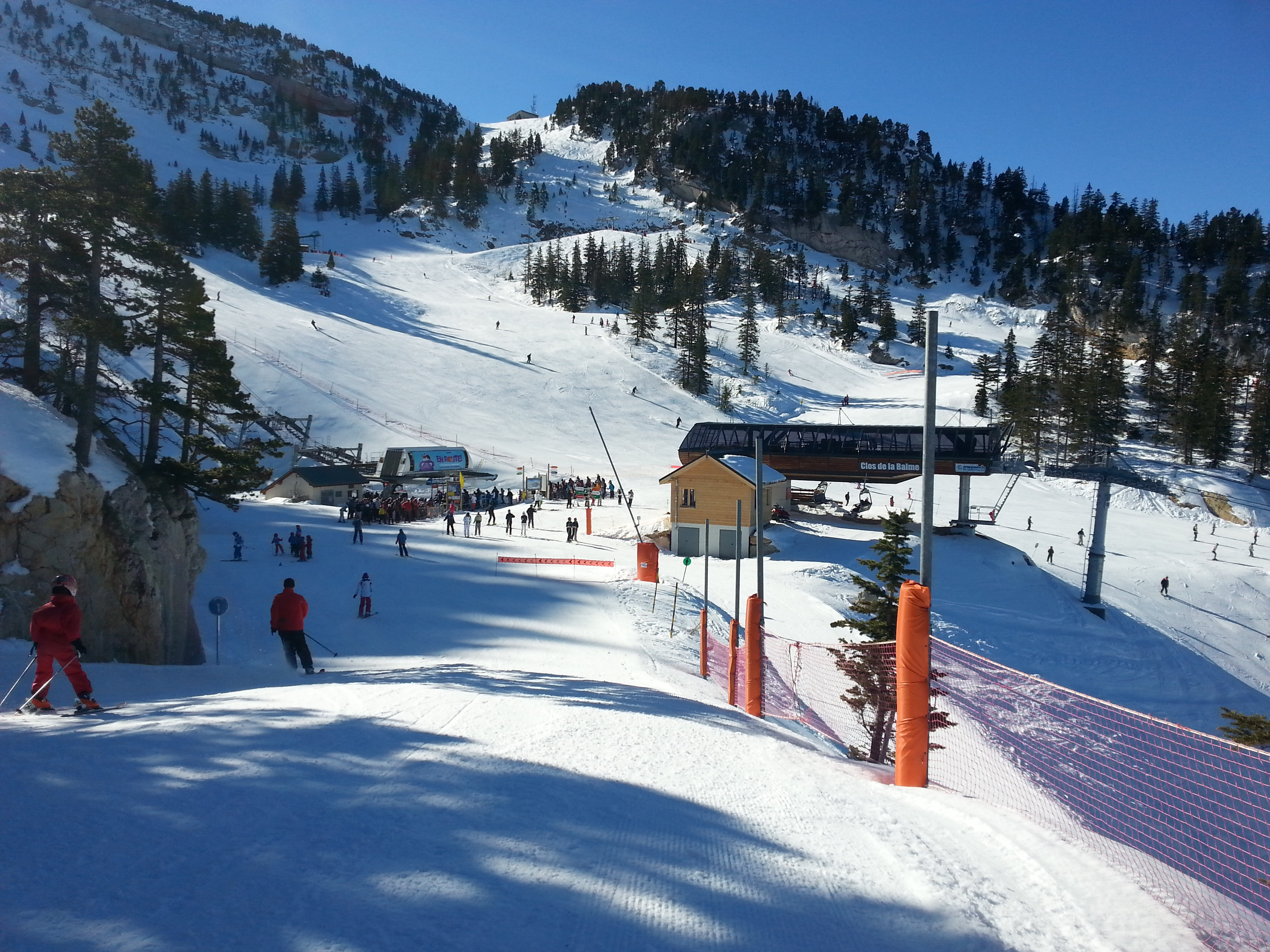
Skigebiet Villard-Corrençon, Secteur Le Clos de la Balme